# 小行星3726
小行星3726（英語：3726 Johnadams）是一颗围绕太阳公转的小行星。1981年6月4日，愛德華·鮑威爾在可可尼诺县发现了此天体。
这颗小行星的绝对星等为234.80781等。